# Тавда (город)
Тавда́ — город в Свердловской области России. Административный центр Тавдинского района и Тавдинского муниципального округа. Одноимённая станция Свердловской железной дороги. Население составляло 32 272 человек в 2023 году.

## Этимология
Город назван по железнодорожной станции, которая была названа по имени реки, на берегу которой расположена. В свою очередь гидроним Тавда, по мнению Е. М. Поспелова, происходит от мансийского слова таут — «рукав».

## Географическое положение
Тавда — самый восточный город Свердловской области. Тавда расположена в Западной Сибири, в 360 километрах к северо-востоку от Екатеринбурга и в 100 километрах к северу от Тюмени. Находится на Западно-Сибирской равнине, на правом берегу реки Тавды (приток Тобола, бассейн Оби).

## История

### Ранняя история
Нет точных сведений, когда человек поселился на тавдинской земле. Находки археологов на Гаринской стоянке в Северном Зауралье, почти на 60 градусах северной широты, позволяют предположить, что более южные территории по Тавде были обитаемы ещё до наступления ледникового периода, в эпоху палеолита.
Приблизительно 10—13 тысяч лет до нашей эры в Западной Сибири наступили климатические условия, близкие к современным. Постепенно землю покрыла таёжная растительность, появились животные, ценные породы рыб. Сюда пришли племена рыболовов и охотников, ведущих оседлый образ жизни, что подтверждается открытыми стоянками эпохи мезолита.
Следующие эпохи древнейшей истории людей: неолит, энеолит, бронза, раннее железо представлены на территории городского округа многочисленными памятниками. Их открыто около полутора сотен. Особенно интересно Янычковое городище и поселение. Раскопки показали, что берега небольшой речки, истока озера Янычкова, заселялись многократно в разные эпохи: впервые люди появились здесь в эпоху бронзы во II тысячелетии до н. э., вторично городище заселили в раннем железном веке. В IV—XIII века поселение было постоянным, позднее здесь было жертвенное место тавдинских манси.

### Война Строгановых с Сибирским ханством
С середины XVI века полновластными владыками пермских земель стали Строгановы, династия купцов, владельцев соляных промыслов и обширных вотчин. Царь Иван Грозный привлёк их для обороны восточных границ государства. Строгановы проявили немалую настойчивость, заселяя Приуралье крестьянскими слободками, создавая укреплённые городки, отражая набеги хана Кучума.
Заручившись согласием государя распространить свои владения за Урал, они пригласили на службу известных воинским умением и дерзостью казаков, которыми предводительствовал атаман Ермак Тимофеевич. Вступив в поход 1 сентября 1581 года, Ермак со своей дружиной направился на Тавду и Пелым.

### Первые поселения. Посёлок суконной фабрики. Станция Тавда
Первое поселение появилось в середине 1870-х годов вблизи устья реки Каратунки, возле суконной фабрики купца Ушкова, более известной как Андреевская, по фамилии последних владельцев. Население фабричного имения на рубеже века доходило до двух тысяч человек. На картах он обозначен как посёлок Фабричный, сохранившийся до наших дней.
Работники, а в дальнейшем поселенцы на реке Каратунке, пришли из деревни Саитковой, селения Кошуковского, селения Таборинского и других. Можно предположить, что второе поселение на месте современной Тавды появилось в 1880-е годы.
В 1895 году уездной межевой конторой был составлен план нового поселения при суконной фабрике. Деревня Каратунка развилась в одну улицу вдоль берега Тавды.
В 1910 году построена шпалорезная установка для нужд строящегося Транссиба.
В 1916 году была построена железнодорожная станция Тавда. Данный момент можно считать временем основания посёлка. Железнодорожная станция дала не только мощный толчок для развития промышленности поселения, но и имя посёлку, а затем городу.
В январе 1917 года сдана в эксплуатацию железнодорожная линия Шарташ — Тавда.
До 1920 года Тавда находилась в составе Тобольской губернии.

### Советский период
С появлением железной дороги в Тавде началась индустриализация. Были построены суконная фабрика, лесокомбинат, судоверфь, лыжная фабрика, рыбозавод, фанерный комбинат, гидролизный и механический заводы.
27 августа 1928 года поселение при железнодорожной станции Тавда получило статус рабочего посёлка.
20 июля 1937 года Тавда получила статус города.
С апреля 1941 по август 1945 гг. действовал Тавдинский ИТЛ (исправительно-трудовой лагерь Тавдинлаг).
14 апреля 1947 года пущен в строй Механический завод, выпускавший автомобильные прицепы. Завод закрыт в 2012 году.
- 1950 год — проходит укрупнение колхозов: из 53 остаётся 17.
- Февраль 1951 года — пущен дрожжевой цех Тавдинского гидролизного завода.
- Декабрь 1951 года — пущен цех домостроения на Тавдинском лесокомбинате.
- 5 мая 1952 года состоялась первая городская легкоатлетическая эстафета на приз газеты «Тавдинская правда», которая проводится поныне.
- 16 июня 1954 года открыт памятник на могиле Павлика Морозова в Герасимовке.
- 7 ноября 1954 года открыт Дом культуры им. В. И. Ленина Тавдинского фанерного комбината.
- В тот же день пущен трубный цех на Тавдинском фанерном комбинате (ныне не действует).
- 1955 год — построена школа № 9.
- 26 ноября 1955 года открыт детский санаторий, затем Тавдинский детский дом (2009), с 2016 года детский лагерь «Родничок».
- 18 марта 1957 года началось асфальтирование улиц города.
- 26 февраля 1958 года открылась Детская музыкальная школа.
- 1958 год — начало пассажирского автобусного движения в городе. В микрорайоне фанерного комбината построена больница, ныне здание полностью разрушено (2009).
- 15 января 1959 года открылась станция скорой помощи.
- 1959 год — скважина 2Р дала минеральную воду. Начало строительства железной дороги Тавда — Сотник (Устье-Аха).
- 26 сентября 1960 года Тавда получила статус города областного подчинения[7].
- 1 февраля 1963 года Совет депутатов трудящихся города Тавда передан в подчинение Свердловскому областному совету депутатов трудящихся[8].
- 1966 год — в октябре в городе открыт кинотеатр «Россия», с 1995 года Центр культуры «Россия».
- 1969 год — построена железнодорожная линия Тавда — Устье-Аха протяжённостью 185 км, что позволило интенсивней развивать лесозаготовку и лесопереработку.

### Новейшая история
Экономический кризис 1990-х годов и перестроение экономики на свободные рыночные отношения нанесли серьёзный ущерб экономике города. Многие предприятия были закрыты.
- 2004 год — прекратил работу Тавдинский гидролизный завод.
- 2008 год — прекратил свою работу цех безалкогольных напитков «Валта-2», прекращён выпуск минеральной воды «Тавдинская».
- 2011 год — прекратил выпуск продукции Тавдинский механический завод.
- 2011 год — ликвидирован Тавдинский резерв проводников.
- 2015 год — закрыт Тавдинский детский дом.

В Тавде много лет не могут определиться с годом основания города. По непонятным причинам датой рождения города считают 1937 год — год получения статуса города, а не более ранние даты появления поселений. Ещё с 1870—1880-х годов на территории современной Тавды были поселения возле суконной фабрики, деревня Каратунка. Позже посёлок у шпалорезки и железнодорожная станция и сам посёлок Тавда, который и получил статус города в 1937 году. То есть годом рождения считают дату, фактически — совершеннолетия, а не рождения. Ещё в начале 2010 года местный краевед предлагал рассмотреть вопрос о 100-летнем юбилее Тавды. 1910 год — дата появления посёлка с названием Тавда. Предлагалось отмечать юбилей 20 июля, в день присвоения статуса города.

## Городская символика

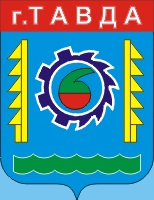
Герб города Тавды 1992 г.

Первый герб Тавды был разработан в 1992 году. На нём изображены на синем фоне шестерня, реторта, стилизованные ели и волны реки Тавды. Этот герб был опубликован в книге «Каталог современных гербов городов стран содружества на значках». Данные символы рассказывают о машиностроительной, химической и лесоперерабатывающей промышленности города.
Работа над современными гербом и флагом района началась в 2001 году. Изначально планировалось при составлении герба акцент сделать на представление лесных богатств района. 28 февраля 2002 года решением Думы муниципального образования Гербом муниципального района был принят за основу вариант с изображением соболя перед хвойно-лиственным деревом с полем цветов.
Однако, позже концепция герба изменилась. Основными символами территории были определены лось и ладья со щитом Ермака, что должно напоминать об истории освоения края русскими поселенцами. Ладья также должна символизировать роль реки Тавды как транспортной артерии, обеспечивающей сообщение между Центральной Россией (красное поле) и Сибирью (зелёное поле). Фигура скачущего лося символизирует, как и планировалось по первоначальной концепции, о лесных богатствах округа.

## Население
На 1 января 2025 года по численности населения город находился на 474-м месте из 1124 городов Российской Федерации.
| 1931    | 1959    | 1967    | 1970    | 1979    | 1989    | 1992    | 1996    | 1998    | 2000    |
| ------- | ------- | ------- | ------- | ------- | ------- | ------- | ------- | ------- | ------- |
| 16 600  | ↗47 954 | ↗49 000 | ↘47 434 | ↘46 386 | ↘45 735 | ↗46 300 | ↘45 300 | ↘44 300 | ↘43 400 |
| 2001    | 2002    | 2003    | 2005    | 2006    | 2007    | 2008    | 2009    | 2010    | 2011    |
| ↘42 900 | ↘40 686 | ↗40 700 | ↘39 500 | ↘39 100 | ↘38 600 | ↘38 200 | ↘38 084 | ↘35 421 | ↘35 400 |
| 2012    | 2013    | 2014    | 2015    | 2016    | 2017    | 2018    | 2019    | 2020    | 2021    |
| ↘34 857 | ↘34 615 | ↘34 270 | ↘34 074 | ↘33 957 | ↘33 666 | ↘33 356 | ↘32 932 | ↘32 623 | ↗32 749 |
| 2023    |         |         |         |         |         |         |         |         |         |
| ↘32 272 |         |         |         |         |         |         |         |         |         |

## Промышленность и экономика
Город являлся до недавнего времени крупным центром деревообрабатывающей промышленности Урала.
До экономических реформ 1990-х и кризиса 2000-х в городе успешно функционировали градообразующие предприятия: гидролизный завод (позднее микробиологический комбинат), лесокомбинат, лесозавод, кирпичный завод, механический завод (позднее машиностроительный завод), а также птицефабрика, колбасный цех, судоверфь, молочный завод, рыбозавод.
До 2013 года работало пассажирское депо и вагоноремонтное депо. В настоящее время большинство предприятий ликвидировано. Работает Тавдинский фанерно-плитный комбинат выпускающий фанеру и фанерные плиты.

## Торговые сети
В городе присутствуют федеральные и региональные сети: DNS, Fix Price, t2, «Монетка», «Магнит», «Пятёрочка», «МТС», «Мотив», «Мегафон».

## Образование
Общеобразовательные и дошкольные учреждения:
- средние: № 1, 2, 7, 9, 11, 18; основные: № 8, 14; специальная коррекционная VIII вида. Школы № 10 и 16 ликвидированы. В здании бывшей школы № 10 находятся старшие классы школы № 2, в здании бывшей школы № 16 находятся начальные классы школы № 9.
- школа-детский сад № 5, 12
- детские сады № 1, 2, 3, 4, 6, 11, 12, 13, 14, 18, 22, 25.

Учреждения дополнительного образования: центр творческого развития и гуманитарного образования «Гармония», ДЮСШ, детская музыкальная школа, детская школа искусств.
Учреждения профессионального образования
Тавдинский техникум имени А. Елохина (бывшее ПТУ). До 2012 г. в городе существовал техникум механической обработки древесины, который был объединён с техникумом имени А.Елохина.

## Культура
Концертные и кинозалы:
- центр культуры «Россия» (бывший кинотеатр «Россия»),
- дом культуры им. Ленина,
- ЦТР «Гармония» (бывший дом пионеров, ДК им. Дзержинского),
- КРЦ на Моторном посёлке.

Ранее в городе функционировали городской ДК на спецпосё
лке, ДК микрорайона Сельхозтехника, ДК на Фабрике и др.
День города отмечается в предпоследние субботу и воскресенье июля. В эти дни открываются выставки и экспозиции. В субботу, с утра до вечера на стадионах проходят спортивные мероприятия, а на городской Центральной площади проходят гулянья, разнообразные мероприятия и конкурсы. Вечером проходит концертная программа с участием творческой молодёжи города, лучших эстрадных исполнителей и приглашённых гостей, которая завершается фейерверком. В годы существования гидролизного завода и других крупных градообразующих предприятий ежегодно на праздник приглашались звезды отечественной эстрады (Игорь Корнелюк, Мистер Кредо, «Отпетые мошенники», HI-FI, Алиса Мон, «Синяя птица» и другие).

## Спорт
- Стадионы: «Фанерщик», «Труд».
- Хоккейный корт «Юность».

## Религия
В Тавде находятся церкви Тавдинско-Туринского благочиния Алапаевской епархии Русской православной церкви:
- Церковь Николая Чудотворца[30];
- Церковь Иакова Исповедника (посёлок Фабрика).

Также в городе имеются общины: евангельских христиан-баптистов и христиан веры евангельской (пятидесятников). Есть представители ислама (суннитского толка).

## СМИ
Газеты: «Тавдинская правда» (выходит с 1928 г., муниципальная газета, ранее называлась «Тавдинский рабочий», «Пила», «Тавдинская лесопилка»), «Тавдинская неделя» (выходит с 2007 г., первая частная общественно-политическая газета). С 1994 г. в городе имелось местное телевидение, но, прекратило своё существование с началом 2021 года (последний эфирный телевизионный выпуск состоялся 28 декабря 2020 г.).
Эфирное телевидение представлено телеканалами: «Первый канал», «Россия 1» / «ГТРК Урал», «НТВ», «ТНТ», «ОТВ», «Пятый канал», «Союз».

### Радиостанции
| Частота МГц | Название                          | RDS | Формат                            | Мощн., кВт | Телецентр | Время |
| ----------- | --------------------------------- | --- | --------------------------------- | ---------- | --------- | ----- |
| 70,43       | Радио России / ГТРК Урал (Молчит) | -   | разговорное радио                 | 4          | Азанка    | 6-25  |
| 71,33       | Радио Маяк (Молчит)               | -   | разговорное радио                 | 0,03       | Азанка    | 6,25  |
| 72,11       | Радио Воскресение (Молчит)        | -   | православное радио                | 4          | Азанка    | 0-24  |
| 100,9       | Радио России / ГТРК Урал          | -   | разговорное радио                 | 1          | Азанка    | 6-25  |
| 101,9       | Русское радио                     | -   | русская популярная музыка/новости | 0,1        | Тавда     | 0-24  |
| 104,9       | Радио Воскресение                 | -   | православное радио                | 0,1        | РТПС      | 0-24  |
| 105,8       | Волна FM                          | -   | музыкальная радиостанция          | 0,1        | Тавда     | 0-24  |

## Водолечебница
В 2,5 км от города до 2007 года была расположена одноимённая водолечебница. Основной природный лечебный фактор — термальная хлоридная натриевая йодо-бромная вода. Применяется для принятия ванн при заболеваниях органов пищеварения, движения и опоры, нервной системы. В настоящее время от водолечебницы осталась скважина с минеральной водой с дебитом около 20 м³ в сутки. В 2011 году на бывшей территории водолечебницы открыта база отдыха «Родник».

## Тавдинский музей лесной и деревообрабатывающей промышленности
Музей был открыт для посетителей с 6 мая 1975 года. Первоначальный статус: народный краеведческий музей. В музее были представлены коллекции предметов быта, документы, фотодокументы истории Тавдинского городского округа и личные вещи тавдинцев, собранные в 1970-е годы. Под экспозицию музея отдано здание школы, построенное в 1926 году.
В 1985 году началась работа по созданию новой экспозиции музея. Тогда же лес стал главной темой музейной экспозиции. В настоящее время в музее представлены:
- этнографическая коллекция, рассказывающая о культуре и быте коренных жителей района — манси,
- экспозиция, посвящённая строительству первых лесопромышленных предприятий начала XX века,
- экспозиция, посвящённая развитию лесопромышленного хозяйства после Великой Отечественной войны,
- экспозиция, посвящённая природе района, включающая в себя коллекцию мхов, лишайников, грибов.

Содержательна и разнообразна историческая часть экспозиции. Интересна этнографическая коллекция коренных жителей — манси. «Первые лесопромышленные предприятия в начале XX века», «Развитие лесопромышленного комплекса после Великой Отечественной войны» — это темы иных разделов экспозиции.
В оформлении музея в основном использованы местные породы дерева. Украшением выставочного зала является оригинальный деревянный потолок.

## Улицы и территориальное деление
Центральные улицы города: 9-е Мая (ранее называлась Кооперативной, позднее Жданова), Кирова (2,5 километра обустроено в виде бульвара). Главной улицей считается Ленина, на ней расположено большинство торговых объектов и учреждений соцкультбыта. Всего в Тавде около 260 улиц, в том числе 30 переулков и 26 проездов. В городе имеется две площади: Центральная площадь и площадь Победы.
В городе отсутствуют административные районы, однако существуют исторически сложившиеся районы города:
- Центр,
- Администрация / Управление (Комсомольский),
- Пристань,
- Каратунка (Нефтебаза),
- Фанерный,
- Механка,
- Лесопильщиков (Лесозавод),
- Белый Яр,
- Пятидворка,
- Спецпоселок,
- Еловка,
- Лесокомбинат,
- Фабрика,
- Сельхозтехника,
- Девятка,
- Почта,
- Бойня,
- Химчистка,

Заречная часть города:
- Судоверфь,
- Моторный,
- Заморозково.

## Транспорт
В городе имеется железнодорожный, автобусный и речной транспорт (на реке Тавде пассажирские перевозки ныне не осуществляются). Также на севере города есть аэропорт Тавда (в данное время пассажирские перевозки не осуществляются)
Станция Тавда Свердловской железной дороги направления Екатеринбург — Устье-Аха (линия однопутная, не электрифицирована).
Пассажирские поезда: № 609/610 Екатеринбург — Устье-Аха.
Пригородные поезда: Тавда — Устье-Аха. Тавда — Егоршино.
С автостанции осуществляются междугородние перевозки до Тюмени, Екатеринбурга (через Туринск, Ирбит, Артёмовский), Таборов и пригородные: в Азанку, Герасимовку, Киселеву.
Городской общественный транспорт представлен частными автобусами малой вместимости и маршрутными такси. Ранее город имел широкую сеть маршрутов, всего их было 9. Обслуживало рейсы городской МУП «Пассажирский транспорт», в настоящее время осуществляющее только междугородние перевозки, а МУП реорганизован в ООО «Пассажирский транспорт».
Городские маршруты:
- № 2, Фанерный комбинат — Администрация / Управление — Белый Яр (ранее химчистка — Белый Яр).
- № 4, Моторный — Судоверфь — Администрация / Управление — Фабрика.
- № 8, Сельхозтехника — Администрация / Управление — Нефтебаза.
- № 10, Фанерный комбинат — Посёлок.

В летний период осуществляются перевозки до дачных поселков Белые лилии, водоисточника и Песчаного.

## Известные жители
- Павел Трофимович Морозов (Павлик Морозов) — пионер-герой.
- Агей Александрович Елохин[31] — Герой Советского Союза.

## Город-побратим
- Лисаковск (Костанайская область, Казахстан)